# Heinrich Suso Braun
Heinrich Suso Braun (* 2. Mai 1904 in Riedlingen; † 23. Mai 1977 in Imst) war ein Philosoph und Theologe des Kapuzinerordens. Brauns Schwerpunkte lagen auf der Praktischen Theologie und seinem Wirken als Radioprediger.
Heinrich Suso Braun, der im schwäbischen Riedlingen im damaligen Königreich Württemberg geboren wurde, verbrachte den größten Teil seines Lebens in österreichischen Klöstern. Er verfasste zahlreiche theologische Werke, von denen vor allem sein erstes, 1938 erschienenes Werk Der namenlose Gott sehr erfolgreich war; es erschien bis 1976 in mehreren Neuauflagen und wurde ins Französische, Italienische, Portugiesische und Spanische übersetzt. Seine Radiopredigten wurden in einer neunbändigen Sammlung und mehreren Einzelbänden veröffentlicht.

## Werke (Auswahl)
- Der namenlose Gott (1938)
- Vom Humor des Christen (1940)
- Und Gott schuf : Radioansprachen zur Schöpfungsgeschichte (1964)
- Ausgewählte Radiopredigten (1987), ISBN 3-85764-238-6